# Mark P. Witton
Mark Paul Witton est un paléontologue, auteur et paléoartiste britannique des vertébrés, surtout connu pour ses recherches et ses illustrations concernant les ptérosaures. Il a travaillé avec des musées et des universités du monde entier pour reconstituer des animaux disparus, notamment en tant que consultant pour la franchise Sur la terre des dinosaures et Planète Dinosaure de la BBC, et a publié plusieurs livres acclamés par la critique sur la paléontologie et le paléoart.
Witton obtient un diplôme en paléobiologie et évolution, son doctorat, de l'université de Portsmouth, où il travaille actuellement comme personnel de soutien. La recherche scientifique de Witton a tourné en grande partie autour des habitudes, des comportements, de la systématique et de la nomenclature des ptérosaures. Son livre de 2013 Pterosaurs: Natural History, Evolution, Anatomy explore l'anatomie, l'écologie et l'extinction des ptérosaures, en plus d'être entièrement illustré,.
Les reconstitutions de Witton sont considérés comme faisant partie du mouvement moderne « anatomiquement rigoureux »,. Il a publié un livre détaillant son expérience de la reconstitution d'animaux disparus dans l'art, et il a également publié un « manuel » sur l'interaction de la science et de l'art pour produire du paléoart, qui a été publié en août 2018.